# Ograničenje brzine
Ograničenje, ili dozvoljena brzina je brzina vozila, koja se ne smije prekoračiti.
Općenito se može odrediti pravilnikom ili obilježavanjem prometnim znakovima, a odnosi se na određena vozila na cesti, željeznici, putevima na vodi ili u zraku.

## Motivacija
Ograničenja brzine postoje uglavnom kako bi zaštitili prometne sudionike. Kinetička energija vozila ima pri sudaru destruktivan utjecaj, a put kočenja je upravo srazmjeran u kvadratu brzine. Pri nižoj brzini je i vjerojatnost težine nesreća značajno smanjena.

### Međunarodno stanje
Znakovi na granicama raznih država:
- Njemačka
- Austrija
- Švicarska
- Poljska
- Švedska
- Luksemburg
- Češka